# Radio Sevilla
Radio Sevilla és una emissora de ràdio de la ciutat de Sevilla (Andalusia). Pertany a la Cadena SER. La seva seu es troba al carrer Rafael González Abreu, 6. La Cadena SER pertany al Grup PRISA.
Va ser fundada en 1924. En 1925 es va crear una altra emissora local, amb la qual es va fusionar en 1927.

## Freqüències
Ràdio Sevilla comparteix la seva seu, al carrer González Abreu, amb la secció regional d'altres emissores del Grupo PRISA.
Aquestes emissores estan en les següents freqüències:
| Emissora                            | Freqüència |
| Ràdio Sevilla (ona mitjana)         | 792 AM     |
| Ràdio Sevilla (freqüència modulada) | 103.2 FM   |
| Los 40 Classic                      | 94.8 FM    |
| Los 40                              | 97.1 FM    |
| Cadena Dial                         | 102.4 FM   |
| Radiolé                             | 101.5 FM   |
| Ser + Sevilla                       | 96.5 FM    |

## Programació
Radio Sevilla emet en cadena amb la resta d'emissores de la Cadena SER la programació nacional que es realitza en els estudis de Radio Madrid, excepte els programes La ventana i Si amanece nos vamos, que es realitzen als estudis de Radio Barcelona.
Segons l'Estudi General de Mitjans (EGM) de 2016, els programes amb més audiència de l'emissora Radio Sevilla són: La ventana, Hora 25. Andalucía, Hoy por hoy. Sevilla, A vivir que son dos días. Andalucía, El larguero (esportiu) i La cámara de los balones (esportiu).
El programa confrare Cruz de guía ha arribat a les 60 temporades en 2016.

## Història
En 1924 van obtenir llicències per emetre Radio Barcelona (EAJ-1), Radio España de Madrid (EAJ-2), Radio Cádiz (EAJ-3) i Estación Castilla (EAJ-4). Estación Castilla era de Madrid i va ser fundada per l'enginyer Antonio Castilla.
El 31 de juliol de 1924 el Radio Club Sevillano, 4XX, va obtenir autorització per a emetre sota l'indicatiu EAJ-5. L'emissora va començar a emetre però els problemes tècnics van portar al fet que al setembre l'emissió fos suspesa temporalment. A l'octubre consta que la premsa local publicava la programació d'aquesta ràdio local. El 18 d'octubre 4XX es va convertir definitivament en EAJ-5. La primera seu va ser el número 16 del carrer Marquès de Nervión. Usaven un emissor relativament potent construït per Radio Ibérica, dels germans de la Riva. A l'any següent, després de discrepàncies internes en el Radio Club Sevillano, es va crear l'Asociación Radio Sevilla, dirigida per Manuel García Ballesta, i que comptava amb el prestigiós locutor Ramón García Lara. Aquesta associació va aconseguir una autorització per a emetre a l'abril de 1925, com EAJ-17, i va començar a emetre l'1 de juliol d'aquest any.
En 1924 només hi havia comptabilitzats a la ciutat un centenar de receptors de ràdio (encara que probablement el nombre real era major) i la falta d'audiència va fer que totes dues ràdios tinguessin pocs ingressos. EAJ-5 emetia amb un quart de quilowatt de potència i EAJ-17 emetia amb mig quilowatt. En el contingut de totes dues ràdios hi havia noticiaris amb esdeveniments extrets de la premsa local, xerrades i continguts musicals.
El 2 d'octubre de 1925 EAJ-17 va transmetre des del teatre San Fernando l'òpera Carmen, la qual cosa va suposar una fita en la història de la ràdio local. Per a competir amb això, el 12 d'octubre EAJ-5 va col·locar altaveus en la plaça San Francisco perquè la ciutadania pugui escoltar una locució del cap del Directori, Miguel Primo de Rivera. Al començament de 1926 totes dues emissores van arribar a un acord: EAJ-17 emetia entre les 19 i les 21 hores i EAJ-5 entre les 21 i les 23 hores. A partir de juliol totes dues emissores van emetre la mateixa programació en dies alterns. Aquest mateix any, Unión Radio va arribar a acords amb EAJ-5 i EAJ-17 per crear Unión Radio Sevilla, que va mantenir l'EAJ-5.

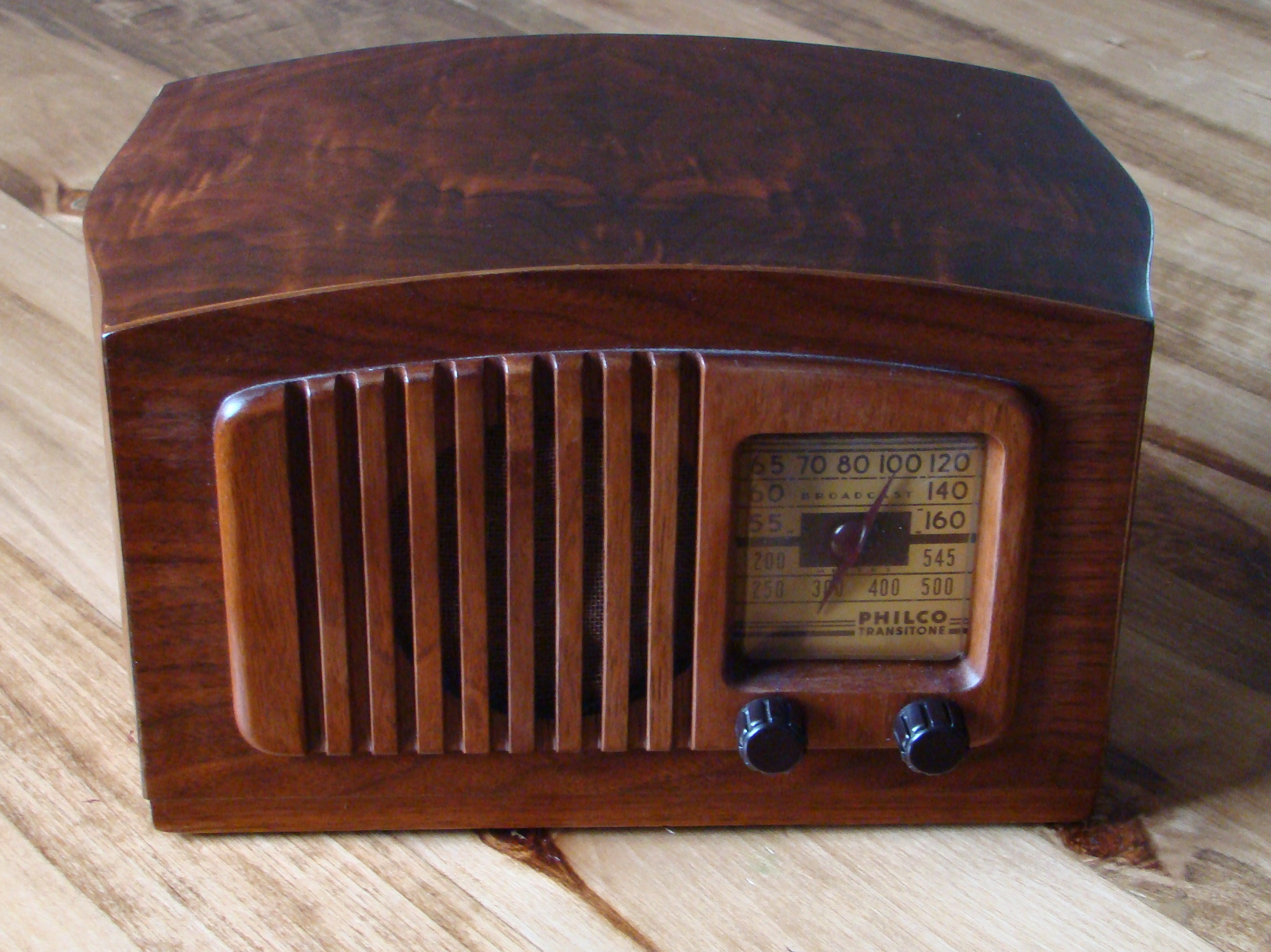
Receptor de ràdio Philco Model PT-44 (1941)

El gener de 1927 EAJ-5 va traslladar la seva seu a un immoble al carrer Rafael González Abreu. En aquesta etapa emetia amb 1 kW de potència i usava un modern micròfon Reitz. En 1928 la seva potència passarà a 2 kW. Aquest mateix any l'emissora va crear un "espai per a oïdors", que suggerien música que era reproduïda en discos de gramòfon. L'emissora va cobrir també els esdeveniments de l'Exposició Iberoamericana de Sevilla de 1929. L'emissora realitza aquest any les seves primeres retransmissions esportives. El 2 de febrer va emetre el partit Rácing de Santander-Sevilla i el 15 de març el partit Espanya-Portugal. Aquest mateix any es va començar a retransmetre la Setmana Santa de Sevilla.
En 1931 Unión Radio Sevilla era l'única emissora d'ona mitjana d'Andalusia i aconseguia les províncies de Huelva, Cadis, Córdoba i Jaén; situades a la vall del Guadalquivir. Aquesta ràdio va narrar també el pas de la monarquia a la II República Espanyola aquest mateix any. En 1932 va tenir lloc un cop d'estat encapçalat pels generals Barrera i Sanjurjo. Aquest últim va tenir la intenció de realitzar el cop des de Sevilla. El president Azaña va frustrar la temptativa a Madrid, però Sanjurjo va emetre un discurs des d'Unión Radio Sevilla en to triomfalista nomenant-se Capità General d'Andalusia. No obstant això, Sanjurjo va ser detingut l'endemà a Hueva.
En els primers anys de la II República va adquirir a la BBC un emissor de 5 kW per 80.000 pessetes. També va ampliar el seu horari d'emissió. Per estar en la cadena Unión Radio va tenir accés a informació més completa d'àmbit nacional i va prendre programes de diversos temes d'Unión Radio Madrid. Amb el patrocini de Ford Motor Ibèrica, van aconseguir emetre des de Sevilla un programa de Barcelona. També van aconseguir difondre continguts internacionals, com la inauguració del Congrés Eucarístic Internacional de Buenos Aires, un festival dedicat a Wagner a Viena i concerts de la BBC.
Uns dies abans de l'alçament contra la II República el director de l'estació, l'enginyer Antonio Fontán, va acordar amb José Cuesta Monereo, un dels responsables de la revolta a Sevilla, donar-lo suport. El 18 de juliol de 1936 les tropes revoltades van prendre Sevilla. Durant els dies següents Queipo de Llano, director dels revoltats a la ciutat, va emetre diverses locucions. El 28 de juliol la ràdio va ser intervinguda per Radio España de Madrid. Queipo va donar discursos en aquesta emissora fins a gener de 1938.
En 1938 Rafael Alberti va realitzar l'entremès satíric Radio Sevilla, on caricaturitzava les xerrades de Queipo de Llano.
A la fi dels anys 30 aquesta ràdio comptava ja amb 7.000 discos (una de les majors col·leccions d'Espanya). El setembre del 1940 Unión Radio es va transformar en la Societat Espanyola de Radiodifusió (SER).

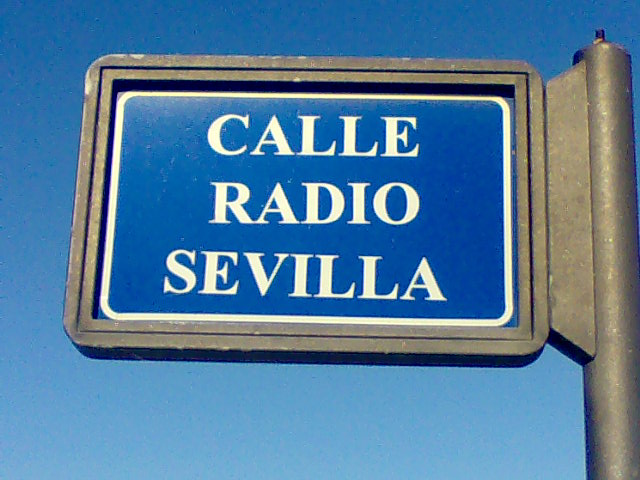
Rètol del carrer Radio Sevilla, al centre de la ciutat.

L'enginyer tècnic Fernando Machado Cayuso dirigí Radio Sevilla des de 1941 fins 1973.
En 1942 Radio Sevilla creà el seu primer programa concurs. En 1948 l'estació tenia tres programes de cara al públic: Dígalo con música (per posar música sol·licitada pels oïdors), Hacia la fama (per cantants novells) i Lo toma o lo deja (concurs). Aquests dos últims programes van estar dirigits pel conegut periodista radiofònic Rafael Santisteban. Santisteban va portar als seus programes personatges com Antonio Machín, Pepe da Rosa, Carmen Florido, Lola Flores o Carmen Sevilla. En la dècada de 1950 l'humorista Pepe da Rosa va tenir un programa d'imitacions anomenat Las cosas de don Pepe.
El periodista Filiberto Mira es va destacar a Radio Sevilla amb un programa taurí anomenat Los toros i amb un altre sobre confraries anomenat Cruz de guía.
En 1972, un any abans de la jubilació de Fernando Machado, va ser designat director Manuel Alonso Vicedo. No obstant això, ell i quatre periodistes de l'emissora van morir quan anaven en un cotxe des del Puerto de Santa María a Sevilla. Després d'això, per a dirigir l'emissora va arribar des de Sant Sebastià el periodista José Ignacio Gabilondo, conegut posteriorment com a Iñaki Gabilondo. Gabilondo dirigí aquesta ràdio fins a 1976.

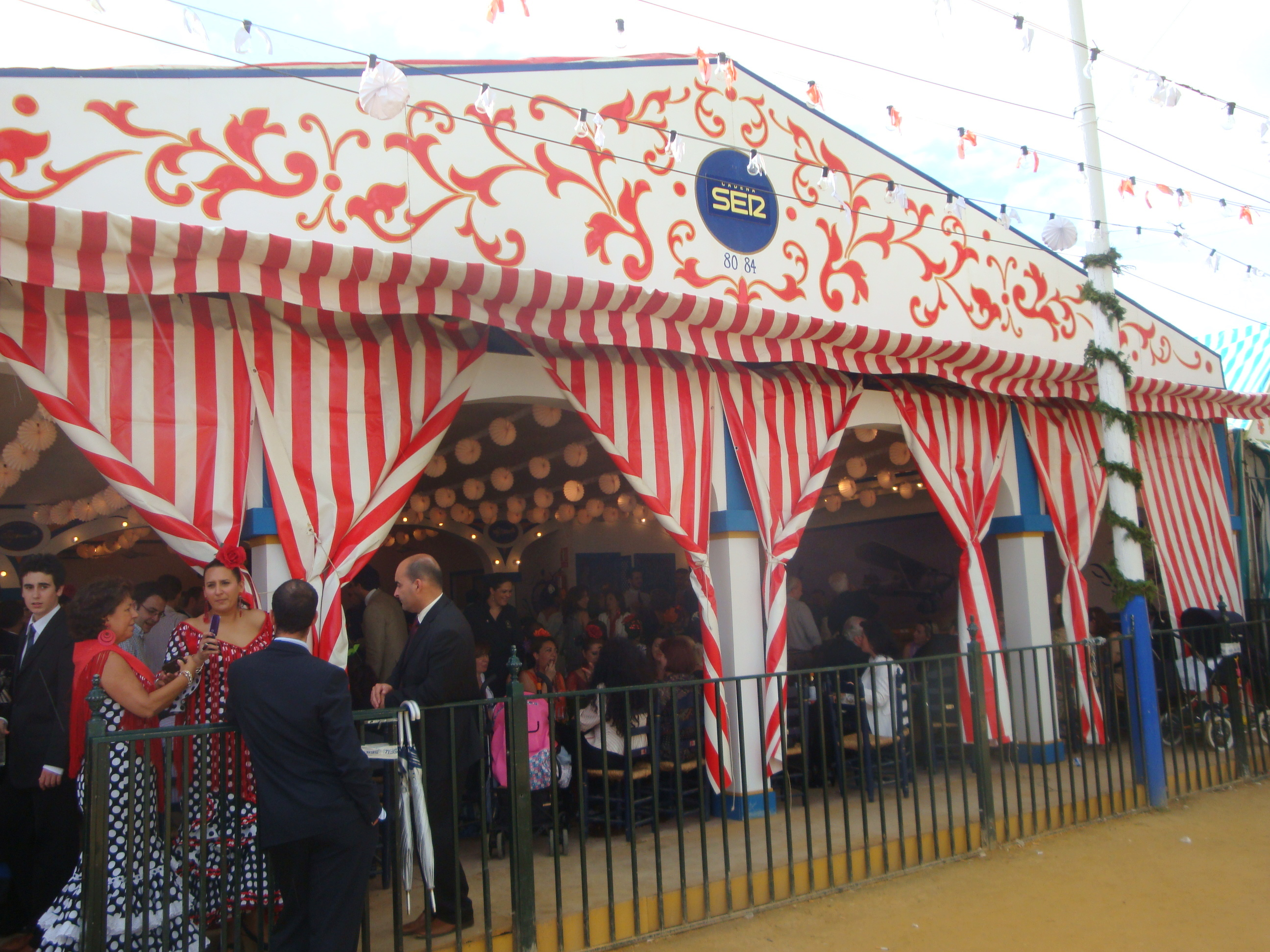
Caseta de Radio Sevilla a la Fira d'Abril (2010)

Entre 1973 i 1976 totes les emissores de la Cadena SER a Andalusia elaboraven un mateix programa de notícies regional anomenat Andalucía 8.30. En 1976 Radi Sevilla va crear el seu primer informatiu regional propi.
En 1982 l'entrevistador Jesús Quintero va crear en Ràdio Nacional d'Espanya (RNE) el programa El loco de la colina, que en 1983 passà a realitzar-se a Radio Sevilla per a tota la Cadena Ser. El programa va ser un èxit d'audiència a Espanya i, 1986, es va emetre en la ràdio de l'Argentina assolint grans audiències.
Entre els anys 80 i els 2000 va treballar en aquesta emissora el periodista esportiu José Antonio Sánchez Araujo.
El 2001 l'Ajuntament de Sevilla va retolar un carrer a la ciutat amb el nom "Radio Sevilla". En 2015 Radio Sevilla va rebre la Medalla d'Or d'Andalusia. A Sevilla es va celebrar la gala dels Premis Ondas 2017.